# Christina Kitsos
Christina Kitsos, née le 5 février 1981 à La Chaux-de-Fonds (originaire du même lieu, binationale gréco-suisse), est une personnalité politique suisse, membre du Parti socialiste.
Elle est conseillère administrative de la ville de Genève (exécutif) depuis le 1er juin 2020, chargée du département de la cohésion sociale et de la solidarité, et maire de Genève de 2024 à 2025.

## Biographie

### Origines et famille
Christina Kitsos naît le 5 février 1981 à La Chaux-de-Fonds. Née grecque, elle est naturalisée suisse à La Chaux-de-Fonds en 1986, avec ses parents et son frère.[réf. nécessaire]
Ses parents, tous deux laborantins, arrivent en Suisse en 1972, à l'époque de la Dictature des colonels en Grèce. Au début du 20e siècle, ses ancêtres doivent fuir l’Asie mineure pour se réfugier en Grèce, à Thessalonique. Durant la Seconde Guerre mondiale, une partie de sa famille paie de sa vie sa résistance au nazisme,.
Elle grandit à La Chaux-de-Fonds.
Mariée et mère de deux enfants, elle emménage définitivement à Genève en 2008. Elle y habite dans le quartier de Malagnou.

### Études
Après sa maturité gymnasiale à La Chaux-de-Fonds en 1999, elle obtient en 2006 un master en lettres et sciences humaines (français moderne, philosophie, communication et journalisme) des universités de Neuchâtel et de Sorbonne-Paris IV.
Elle complète sa formation en cours d'emploi avec un Master of Business Administration à l'Université de Genève obtenu en 2010.

### Parcours professionnel
Elle est l'assistante parlementaire de Didier Berberat en 2007-2008 lors de son mandat au Conseil national.
Elle est l'assistante du professeur Antoine Maurice à l’Institut de journalisme et communication de l'Université de Neuchâtel.
Elle enseigne le français et la philosophie de 2005 à 2008 à l’École du secteur tertiaire de La Chaux-de-Fonds. En 2006, elle lance sa propre agence de communication, Atelier cKc. En 2008, elle participe à l’élaboration de scénarios pour les Productions JMH à Neuchâtel et réalise une étude de la concurrence pour Edipresse.
En 2009, elle intègre (d'abord comme remplaçante) le département de l'instruction publique, de la culture et du sport du canton de Genève, alors dirigé par Charles Beer, en tant que chargée de communication, puis secrétaire générale adjointe de 2010 à 2013. Elle y est responsable des affaires migratoires de 2013 à 2020.

## Parcours politique
À l’âge de 13 ans, elle siège au sein du parlement des jeunes de Neuchâtel. En 2004, elle rejoint le Parti socialiste.
Le 10 avril 2005[réf. nécessaire], elle est élue députée au Grand Conseil du canton de Neuchâtel. Elle y siège jusqu'en 2008.
Après s’être définitivement installée à Genève en 2008, où elle bénéficie du soutien de Charles Beer et Jean-Charles Rielle, elle se présente quelques années plus tard au Conseil municipal (législatif) de la ville de Genève. Elle y est élue avec un très bon score le 19 avril 2015.
Le 28 janvier 2019, elle annonce sur Léman bleu sa candidature à l'interne du Parti socialiste de la Ville de Genève en vue de l'élection au Conseil administratif. Le 13 mars 2019, elle est désignée officiellement candidate aux côtés du sortant Sami Kanaan,. Les socialistes s'allient aux Verts dès le premier tour et cette alliance est reconduite pour le second tour,. Le 5 avril 2020, elle est élue au Conseil administratif de la Ville de Genève,,, où elle reprend le département de la cohésion sociale et de la solidarité. Lors de son congé maternité à la fin 2021, ses fonctions sont assurées par sa suppléante Frédérique Perler.
Le 1er juin 2024, elle devient maire de Genève pour une durée d'un an, plaçant son mandat sous le thème de « Ce qui nous lie ».

### Action à la tête du département
Dans ses fonctions, elle entame la municipalisation des crèches,,,,. Elle obtient un accord financier de l’ensemble des communes genevoises sur la thématique du sans-abrisme ,, et mandate l’Université de Genève pour étudier la réalité du phénomène à Genève,. Elle lance en outre un dispositif pilote de correspondants de nuit, et, face au manque de places dans les écoles, contribue à l'élaboration d'une planification scolaire,.
Lors de son premier mandat, le budget de son département « connaît une expansion sans précédent », augmentant de 20 %. Cette hausse est en partie due à la création de nouvelles places de crèches (300, dont 170 municipalisées) et au renforcement de l'aide aux sans-abris, ainsi qu'à l'essor du parascolaire.

## Positionnement politique
Elle est proche de l'aile gauche de son parti.

## Théâtre et sport
Elle effectue des cours de théâtre au sein du Théâtre populaire romand de 1992 à 2000, avant d’entamer une session au Cours Florent à Paris. Elle réalise en 2005 la mise en scène et la représentation du poème « Ismène » de Yánnis Rítsos au Théâtre du Pommier à Neuchâtel. Elle est également l’auteur de la pièce « La Saison des bleuets », mise en scène par Guillaume Béguin au Théâtre populaire romand en 2009.
Elle relaie la flamme olympique à Lausanne en 2004,.